# Домаха (приток Лукновахи)
Домаха (укр. Домаха) — левый приток реки Лукноваха, расположенный на территории Барвенковского района (Харьковская область, Украина).

## География
Длина — 14 км. Русло на протяжении всей длины пересыхает. В приустьевой части в 1974 году создано Богодаровское водохранилище (площадь 1,45 км²). Есть пруды.
Берёт начало юго-западнее села Гавриловка. Река течёт на северо-восток. Впадает в Лукноваха непосредственно восточнее села Погоновка.
Притоки: (от истока к устью) безымянные ручьи
Населённые пункты (от истока к устью):
1. Гавриловка
2. Николаевка
3. Погоновка